# Hari (zona)
Hari, precedentemente denominata Zona 5, è una delle zone amministrative in cui è suddivisa la Regione degli Afar in Etiopia.

## Woreda
La zona è composta da 5 woreda:
- Dalefage
- Dawe
- Hadelela
- Samurobi
- Telalek